# Saggö
Saggö är en ö i Saltvik kommun på Åland. Saggö har Saggöfjärden i sydväst och Boxöfjärden i sydost, i norr breder Bottenhavet ut sig. På ön finns ett gammalt skärgårdshemman.
Öns area är 1,99 kvadratkilometer och öns högsta punkt är 20 meter över havet.